# Megacyllene castanea
Megacyllene castanea es una especie de escarabajo longicornio del género Megacyllene, tribu Clytini, subfamilia Cerambycinae. Fue descrita científicamente por Castelnau y Gory en 1841.

## Descripción
Mide 9-14,5 milímetros de longitud.

## Distribución
Se distribuye por Argentina, Brasil, Paraguay y Uruguay.